# Toto Bissainthe
Marie Clotilde Bissainthe dite Toto Bissainthe est une chanteuse, compositrice et comédienne haïtienne, née en 1934 à Cap-Haïtien et morte le 4 juin 1994 à Haïti. Son style, mélange novateur de musique traditionnelle et d'arrangements contemporains de textes modernes, rend hommage aux vies, aux difficultés et à la spiritualité du peuple haïtien, en particulier à la classe ouvrière et paysanne,,,,,,,,,,,,,,,,,,,,.

## Biographie

### Enfance et formation
Née en 1934 à Cap-Haïtien, dans le nord de l'île d'Haïti, elle quitte son pays natal pendant l'adolescence pour poursuivre des études à New-York. Puis en 1953, alors qu'elle a tout juste 19 ans, elle s'installe en France. Après avoir voulu devenir infirmière, elle s'inscrit aux Beaux-Arts puis travaille quelque temps comme décoratrice.

### Carrière
C'est à Paris qu'elle commence une carrière théâtrale en 1956. Avec trois autres jeunes comédiens, elle forme la première troupe de théâtre d'acteurs noirs. Lorsqu'ils sont rejoints par Robert Liensol, cette troupe devient officiellement la compagne Les Griots, en 1958. Pendant plusieurs années, Toto Bissainthe est une des figures de cette compagnie fondée par l'acteur guadeloupéen Robert Liensol. Parmi les pièces importantes qu'elle interprète au théâtre, on peut citer Le Tableau de Ionesco en 1962 ou Huis-Clos de Jean-Paul Sartre où elle partage l'affiche avec Sarah Maldoror, Samba Ababakar et Timité Bassori.
Elle est révélée au grand public en 1973 avec un spectacle présenté à La Vieille Grille à Paris. Toto Bissainthe s'impose alors comme une chanteuse et compositrice incontournable.
Artiste en exil durant la majeure partie de son existence, Toto Bissainthe a vécu trente ans en France et n'a pu retourner à Haïti qu'après le départ du dictateur Jean-Claude Duvalier, en 1986. Cependant, elle connut là-bas de multiples déceptions, en constatant les problèmes politiques et les querelles intestines qui affectaient Haïti, sa terre natale qu'elle aurait tant souhaité aider à rebâtir.
Elle meurt le 4 juin 1994 des suites d'un cancer du foie.

## Distinctions
Un parc au coin de la rue Hutchison et l'avenue Van Horne à Montréal porte son nom depuis 1996.
Une rétrospective de sa musique a été publiée par Créon Music en 2006[réf. nécessaire].

## Discographie
- Toto à New York (Chango, 1975)
- Toto chante Haïti (Arion, 1977, Prix de la chanson TF1 en 1978, réimpression 1989)
- Haïti Chanté - Chant du Monde (réimpression, 1995)
- Coda (réimpression, 1996)
- World Network Vol. 43: Haiti (with Ti Koka) (World Network, 1999)
- Rétrospective (Créon Music, 2006)

## Filmographie
- 1959 : Les Tripes au soleil de Claude Bernard-Aubert
- 1963 : Le théâtre de la jeunesse : La case de l'oncle Tom, série télévisée.
- 1966 : La Noire de... Ousmane Sembene
- 1967 : Bajazet de Racine, réalisation Michel Mitrani
- 1974 : L'homme au contrat, série télévisée
- 1978 : En l'autre bord de Jérôme Kanapa
- 1979 : West Indies de Med Hondo
- 1984 : Toto Bissainthe de Sarah Maldoror (5 min - documentaire)
- 1988 : Haitian Corner de Raoul Peck
- 1989 : An Alé de Irène Lichtenstein
- 1993 : L'Homme sur les quais de Raoul Peck

## Théâtre
Toto Bissainthe a joué en tant que comédienne dans des pièces de théâtre, notamment de Maryse Condé.
- 1958 : Papa Bon Dieu de Louis Sapin, mise en scène Michel Vitold, Théâtre de l'Alliance française
- 1959 : Les Nègres de Jean Genet, mise en scène Roger Blin, Théâtre de Lutèce
- 1960 : Les Oiseaux d'Aristophane, mise en scène Guy Kayat, Théâtre des Arts
- 1960 : Un raisin au soleil de Lorraine Hansberry, mise en scène Guy Lauzin, Comédie Caumartin
- 1960 : Les Nègres de Jean Genet, mise en scène Roger Blin, Théâtre de la Renaissance
- 1962 : Le Tableau d'Eugène Ionesco, mise en scène Jean-Marie Serreau, Théâtre de l'Œuvre
- 1962 : Les Bonnes de Jean Genet, mise en scène Jean-Marie Serreau, Théâtre de l'Œuvre
- 1965 : Les Bargasses de et mise en scène Marc'O, Théâtre Édouard VII
- 1966 : Mêlées et démêlées d'Eugène Ionesco, mise en scène Georges Vitaly, Théâtre La Bruyère
- 1967 : Les ancêtres redoublent de férocité de Kateb Yacine, mise en scène Jean-Marie Serreau, TNP Théâtre de Chaillot
- 1968 : Arc-en-ciel pour l'Occident chrétien de René Depestre, mise en scène Jean-Marie Serreau, Théâtre de la Cité internationale
- 1968 : Drôle de baraque d'Adrienne Kennedy, mise en scène Jean-Marie Serreau, Odéon-Théâtre de France
- 1969 : Comédie de Samuel Beckett, mise en scène Jean-Marie Serreau, Théâtre de Poche Montparnasse

- 1970 : La Mort de Bessie Smith d'Edward Albee, mise en scène Jean-Marie Serreau, Théâtre du Midi
- 1971 : Cantique des Cantiques de Jan Kopecky, mise en scène Jaromir Knittl, Festival mondial du théâtre Nancy
- 1974 : Les Bonnes de Jean Genet, mise en scène Jean-Marie Serreau, Théâtre des Amandiers
- 1974 : Sa Négresse Jésus de Michel Puig, mise en scène Michael Lonsdale et Catherine Dasté, Nanterre
- 1976 : Boesman et Lena d'Athol Fugard, mise en scène Roger Blin, Théâtre de la Cité internationale
- 1991 : La tragédie du roi Christophe d'Aimé Césaire, mise en scène Idrissa Ouédraogo, Comédie Française